# Benito Gutiérrez Fernández
Benito Gutiérrez Fernández (Burgos, 12 de gener de 1826 - Madrid, 7 de setembre de 1885) fou un jurista espanyol, acadèmic de la Reial Acadèmia de Ciències Morals i Polítiques.

## Biografia
Membre d'una família molt humil, estudià al Seminari Conciliar de Burgos de 1838 a 1840 i va ingressar a l'exèrcit en 1845. En 1851 es va llicenciar en dret i en 1853 es va doctorar amb la tesi Origen, desarrollo y estado actual de la ciencia del Derecho. En 1857 fou nomenat catedràtic d'ampliació de dret civil, mercantil i penal a la Universitat Central de Madrid i en 1864 catedràtic d'ampliació de Dret civil romà i espanyol. De 1857 a 1862 fou secretari de la Facultat de Dret de Madrid.
Fou elegit diputat per Burgos de 1866 a 1868. També fou escollit Senador per la província de Burgos en les legislatures de 1879-1880 i de 1884-1885. En 19 de novembre de 1866 fou nomenat fiscal del Tribunal de Comptes, però va dimitir el 9 d'octubre de 1868. També va ser acadèmic de nombre de la Reial Acadèmia de Jurisprudència i Legislació, on va ser vicepresident segon, i en 1878 fou acadèmic de la Reial Acadèmia de Ciències Morals i Polítiques.

## Obres
- Examen histórico del derecho penal, Madrid, 1866 (Librería de Gabriel Sánchez. Imp. de Antonio Peñuelas).
- Códigos ó estudios fundamentales sobre el derecho civil español, 1862-1874 Imp.F. Sánchez